# Арасажи
Арасажи (порт. Araçagi)  —  муниципалитет в Бразилии, входит в штат Параиба. Составная часть мезорегиона Сельскохозяйственный район штата Параиба. Входит в экономико-статистический  микрорегион Гуарабира. Население составляет 17 892 человека на 2006 год. Занимает площадь 229,722 км². Плотность населения — 77,9 чел./км².

## История
Город основан 22 июля 1959 года. 

## Статистика
- Валовой внутренний продукт на 2003 год составляет 57 550 368,00 реалов (данные: Бразильский институт географии и статистики).
- Валовой внутренний продукт на душу населения на 2003 год составляет 3199,91 реалов (данные: Бразильский институт географии и статистики).
- Индекс развития человеческого потенциала на 2000 год составляет 0,560 (данные: Программа развития ООН).